# كلرائي
كلرائي (بالفارسية: کلرائی) هي قرية تقع في دشتياري في إيران. يقدر عدد سكانها بـ 425 نسمة بحسب إحصاء 2016.